# 國語真經典
《國語真經典》是環球唱片為上華的歌手，發的一系列精選輯，於2005年2月18日發行。

## 專輯簡介
國語歌壇的慣例，歌手跳槽後，前東家例行性的精選輯。

## 曲目
1、如果雲知道
曲：季忠平；詞：季忠平/許常德；編曲：屠穎；製作人：劉天健/徐德昌
2、真愛無敵
曲：李宗盛；詞：李宗盛；編曲：Mac Chew；製作人：李宗盛
3、美夢成真
曲：潘協慶；詞：許常德；編曲：屠穎；製作人：黃怡/徐德昌
4、淚海
曲：季忠平；詞：季忠平/許常德；編曲、製作人：陳進興
5、獨角戲
曲：季忠平；詞：許常德；編曲：惠源/徐德昌；製作人：劉天健/徐德昌
6、日光機場
曲：郭子；詞：許常德；編曲：涂惠元；製作人：劉天健/徐德昌
7、突然想愛你
曲：許茹芸；詞：許茹芸；編曲：陳飛午；製作人：劉天健/袁惟仁
8、看透
曲：張洪量；詞：張洪量；編曲：鮑比達；製作人：Peter Wong
9、一直是晴天
曲：陳建寧/陳政卿；詞：許常德；編曲：屠穎；製作人：徐德昌/黃怡
10、我依然愛你
曲：劉天健；詞：許常德；編曲：屠穎；製作人：劉天健/徐德昌
11、不愛我放了我
曲：陳曉娟；詞：陳曉娟；編曲：涂惠元；製作人：劉天健/徐德昌
12、破曉
曲：郭子；詞：許常德；編曲：王豫民；製作人：劉天健/徐德昌
13、承擔
曲：陳曉娟；詞：陳曉娟；編曲：王繼康；製作人：袁惟仁/徐德昌
14、永不結束的故事  feat.阮丹青
曲：薛忠銘；詞：許常德；編曲：涂惠元；製作人：薛忠銘
15、Don't say goodbye
曲：黃中原；詞：謝銘祐/許常德；編曲：屠穎；製作人：黃怡/徐德昌
16、恆星 feat.蘇永康
曲：劉天健；詞：施人誠；編曲：屠穎；製作人：劉天健/徐德昌/黃怡